# 肯雅山蝰
肯雅山蝰屬又名肯亞山蝰屬（學名：Montatheris）是蛇亞目蝰蛇科蝰亞科下的一個單型有毒蛇屬，屬下只有肯雅山蝰又名肯亞山蝰（M. hindii）一種分布於肯雅山的陸行蛇種。目前並未有任何亞種被確認。在西方，肯雅山蝰亦被稱為「山蝰（Montane viper）」、「軒氏山蝰（Hind's viper）」

## 特徵
肯雅山蝰體型細小，體長約只有20至35公分左右。頭部較長，與頸部的分別並不顯著，眼睛亦相對地細小。牠們棲息於山脈地帶的少樹區域，亦出沒於以短草為主要植被的荒原。肯雅山蝰是陸行性蛇類，由於早上的溫度能為其生活環境提供適合的溫度，因此牠們常於日間出沒。肯雅山蝰主要進食小型蛙類、變色龍、石龍子等動物，有時亦會進食小型的哺乳類動物。另外，肯雅山蝰是介乎卵生及卵胎生的蛇類。

## 地理分布
肯雅山蝰主要分布於肯雅，尤多出沒於肯雅山。

## 傭註
1. 1 2 3  McDiarmid RW、Campbell JA、Touré T：《Snake Species of the World: A Taxonomic and Geographic Reference, vol. 1》頁511，Herpetologists' League，1999年。ISBN 1-893777-00-6
2. ↑  . ITIS. 2006  [31 July, 2006].
3. 1 2  Mallow D、Ludwig D、Nilson G：《True Vipers: Natural History and Toxinology of Old World Vipers》頁359，佛羅里達州：Krieger Publishing Company，2003年。ISBN 0-89464-877-2
4. 1 2 3  Spawls S、Branch B：《The Dangerous Snakes of Africa. Ralph Curtis Books》頁192，杜拜：Oriental Press，1995年。ISBN 0-88359-029-8
5. ↑  Mehrtens JM：《Living Snakes of the World in Color》頁480，紐約：Sterling Publishers，1987年。ISBN 0-8069-6460-X
6. ↑  Spawls S、Howell K、Drewes R、Ashe J：《A Field Guide To The Reptiles Of East Africa》頁543，倫敦：A & C Black Publishers Ltd.，2003年。ISBN 0-7136-6817-2

## 外部連結
- （英文）TIGR爬蟲類資料庫：肯雅山蝰屬